# Премія «Люм'єр» (4-та церемонія)
4-та церемонія вручення Премії Люм'єр французької Академії Люм'єр відбулася 16 січня 1999 у Парижі. Церемонія проходила під головуванням Жана Рено. Найбільшу кількість нагород (3) отримав фільм Уявне життя ангелів — у номінаціях «Найкращий фільм», «Найкращий режисер» та «Найкраща акторка».

## Переможці
| Нагорода                  | Переможець                        |
| ------------------------- | --------------------------------- |
| Найкращий фільм           | Уявне життя ангелів               |
| Найкращий режисер         | Ерік Зонка — Уявне життя ангелів  |
| Найкращий актор           | Жак Вільре — Вечеря з недоуком    |
| Найкраща акторка          | Елоді Буше — Уявне життя ангелів  |
| Найкращий сценарій        | Франсіс Вебер — Вечеря з недоуком |
| Найкращий іноземний фільм | Життя прекрасне                   |